# Worawongsa
Khun Worawongsa (vollständiger Name: Khun Worawongsathirat, Thai: ขุนวรวงศาธิราช; gestorben 23. Juli 1548) war der 16. König des Königreiches von Ayutthaya. Er regierte sechs Wochen lang vom 11. Juni 1548 bis zum 23. Juli 1548.

## Aufstieg und Ende
Als König Chairacha (er regierte 1534–1547) starb, hinterließ er zwei Söhne, die ihm seine königliche Konkubine Thao Si Sudachan (ท้าวศรีสุดาจันทร์) geboren hatte, und einen jüngeren Halbbruder, Prinz Thianracha (พระเทียรราชา). Der ältere der beiden Söhne hieß Prinz Yot Fa und war elf Jahre, der jüngere Prinz Si Sin war fünf Jahre alt. Prinz Thianracha, als Uparat (Vizekönig) der eigentliche Thronerbe, fürchtete um sein Leben und suchte nach der Kremation des Königs Zuflucht als buddhistischer Mönch im Wat Ratchapraditsathan (วัดราชประดิษฐาน), Prinz Yot Fa (reg. 1546–1548), wurde zum König ernannt mit seiner Mutter Si Sudachan als Regentin.
Die Regentin hatte bereits seit längerer Zeit ein Verhältnis mit dem Haushofmeister des Äußeren Palastes, Phanbut Si Thep (พันบุตรศรีเทพ). Sie verlieh ihm zunächst den Titel Khun Chinnarat (ขุนชินราช), und wollte ihn zum König machen. Alle Adeligen, die dies missbilligten, ließ sie ermorden. Schließlich ließ sie im Juni 1548 auch König Yot Fat vergiften, um ihren Geliebten, der jetzt den Titel Khun Worawongsa innehatte, auf den Königsthron zu setzen. Er behielt das Amt des Königs von Siam allerdings nur sechs Wochen lang (einige Chronisten schreiben ihm eine Regierungs-Dauer von fünf Monaten zu). Vier Adelige, Khun Phirenthorathep (ขุนพิเรนทรเทพ), Khun Inthorathep (ขุนอินทรเทพ), Muen Ratchasena (หมื่นราชเสน่หา) und Luang Si Yot (หลวงศรียศ), sahen das Land durch den Thronraub entwürdigt. Sie beschlossen in einer geheimen Zusammenkunft, den König zu ermorden. Sie suchten zunächst Rat bei Prinz Thianracha, der nach einem magischen Ritual der „Kerzen-Weissagung“ ihre Absicht billigte. So wurde dem König eine Nachricht zugespielt, dass in Lopburi ein weißer Elefant gesichtet worden sei. Der König wollte es sich nicht nehmen lassen, dieses Statussymbol eigenhändig einzufangen. Er machte sich in der königlichen Barke mit seinem Gefolge über den Ban-Pla-Mo-Kanal (คลองบ้านปลาหมอ) auf den Weg. Dort wurden sie bereits von den vier Verschwörern erwartet, ein jeder in seinem eigenen Boot, selbst die Ruderer waren bewaffnet. In einem kurzen Kampf wurde Khun Worawongsa zusammen mit seiner Geliebten, Thao Si Sudachan und deren gemeinsamen Kind erschossen. Ihre Leichen wurden anschließend öffentlich ausgestellt.
Prinz Thianracha wurde sodann in einer großartigen Prozession an Bord der königlichen Barke Chai Suphannahong vom Kloster abgeholt und auf dem Wasserwege in die Hauptstadt gebracht, wo er kurze Zeit später zum König Maha Chakkraphat gekrönt wurde.

## Beschreibung eines Chronisten
Der holländische Kaufmann und Chronist Jeremias Van Vliet beschrieb in seinem Buch „Kurze Geschichte der Könige von Siam bis 1640“ die Regierungszeit von Khun Worawongsa ohne Jahreszahlen. Er legt die Länge der Regierungszeit auf 40 Tage fest. Sein Ende beschrieb er so:

„Der Zauberer ermächtigte sich mithilfe der Konkubine der königlichen Krone und krönte sich selbst zum König. Dies geschah gegen den Willen aller Mandarine und zum Mißfallen der Bürger. Die Mandarine planten, ihn zu ermorden. Sie lockten ihn aus dem Palast, unter dem Vorwand, einen weißen Elefanten zu fangen. Der König wurde an der vereinbarten Stelle von den Mandarinen erschossen. Er regierte 40 Tage. Danach wurde seine Leiche den Hunden zum Fraß vorgeworfen. Die Konkubine wurde mit einem Schwert hingerichtet und in den Fluß geworfen.“